# Niewód
Niewód – ciągniona włokowa sieć rybacka złożona ze stożkowatego worka zwanego matnią oraz dwóch długich "skrzydeł" z tkaniny sieciowej. Skrzydła rozpościerane na kształt półkola kierują ryby do matni. Długość skrzydeł sięga 200–300 m. Niewód stosowany jest do połowów na jeziorach, głównie pod lodem.
Wśród niewodów wyróżnia się:
- niewody duńskie,
- niewody dobrzeżne,
- przywłoki,
- cezy[1].

W dawnych czasach niewód wykonany z mocnych konopi służył do połowu ryb w stawach, jeziorach i rzekach oraz z plaż nadmorskich. Nazwa niewód jest bardzo stara, pojawiła się już w dokumentach w 1246 roku (np. przywilej lokacyjny miasta Elbląga).